# 欽胡爾河

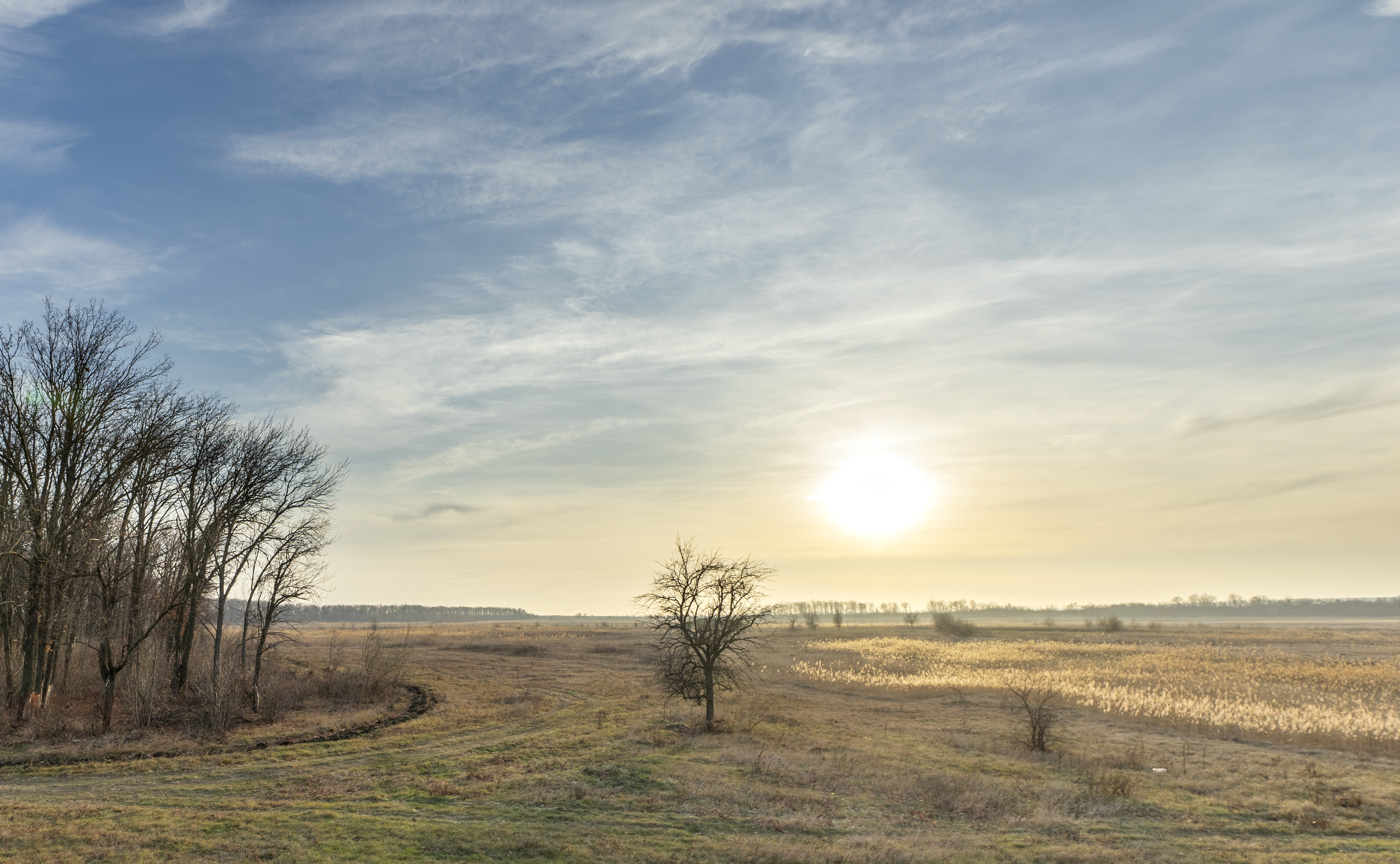
该河的洪泛区

欽胡爾河（烏克蘭語：Чінгул），是烏克蘭的河流，位於該國東南部，屬於洛奇納河的右支流，河道全長43公里，流域面積399平方公里，河漫灘寬100米，河口處在莫洛昌斯克。